# Pittsburgh Tribune-Review
Le Pittsburgh Tribune-Review, aussi connu comme The Trib, est le second plus grand quotidien desservant la métropole de Pittsburgh Pittsburgh, en Pennsylvanie, aux États-Unis. Bien que fondé en 1889, ce journal n'a existé vraiment que dans le Comté de Westmoreland jusqu'en 1992 date à laquelle, en tant que ramification du Greensburg Tribune-Review, il a commencé à desservir tout Pittsburgh après une grève concomitante des deux plus grands quotidiens de Pittsburgh, le Pittsburgh Post Gazette et le Pittsburgh Press, grève qui priva la ville de journaux pendant plusieurs mois.
La Tribune-Review Publishing Company appartient à un héritier d'Andrew W. Mellon, le Mellon du secteur bancaire, du pétrole et de la fortune d'aluminium, Richard Mellon Scaife. La société publie sept quotidiens, un journal l'après-midi, dix hebdomadaires, Pittsburgh Pennysaver, cinq magazines et pléthore de sites internet.
Le Trib a une ligne éditoriale conservative, contrastant avec leur concurrent, le Pittsburgh Post Gazette, qui a un point de vue plus modéré et plus libéral.

## Histoire

### Origine
Le journal a d'abord commencé à s'appeler le Greensburg Daily Tribune en 1889. En 1902, le Greensburg Morning Review a aussi été publié avant l'union des éditions en 1955. Le Greensburg Tribune-Review a été acheté en 1970 par l'héritier du secteur bancaire, du pétrole et de la fortune d'aluminium, Richard Mellon Scaife. Une décennie plus tôt, Scaife avait essayer de s'approprier la Post Gazette. Durant les années 1981-82, il a créé un journal de la banlieue est de Pittsburgh, journal du dimanche de diffusion limitée, The Daily-Sunday Tribune.

### Kent State et le prix Pulitzer
La Tribune-Review Publishing Company possède une constellation de journaux « satellites » qui insèrent ou entourent la publication régionale du voisinage avec des histoires spécifiques. Le Valley Daily News et le Daily Dispatch, de la banlieue de Pittsburgh Tarentum et New Kensington sont de tels satellites. Étudiant en journalisme John Filo travailla pour la publication locale en suivant parallèlement ses études à la toute proche université d'État de Kent et servit comme correspondant local à la Greensburg Tribune-Review. Aujourd'hui, sa photographie est considérée comme une icône et il a fait obtenir au journal son seul prix Pulitzer en 1971 en couvrant la fusillade de Kent State.

### Expansion des années 1990 etNorth Hills News Record
Au début des années 1990, à l'occasion d'une grève de membres de la presse locale de Pittsburgh qui a temporairement fait cesser la diffusion du Post-Gazette et qui s'est terminée par la mise en cessation de paiement du Pittsburgh Press, Scaife a étendu la diffusion du Greensburg Trib, basé initialement dans le comté de Westmoreland, au Comté d'Allegheny et à la métropole de Pittsburgh. Il a nommé le journal, le Pittsburgh Tribune-Review. En 1997, Scaife compléta sa collection de quotidiens en faisant l'acquisition supplémentaire de plusieurs quotidiens, The Daily Courier de Connellsville, le Leader Times de Kittanning et The Valley Independent de Monessen du groupe Thomson Newspapers.
À fin de 1997, l'installation des NewsWorks de Scaife ouvrit dans les North Hills. En décembre 1997, La Tribune-Review Publishing Company a acheté leNorth Hills News Record, bien que quatre mois plus tôt, le président de la Tribune-Review Publishing Company, Ed Harrell ait dit au Pittsburgh Business Timesque sa société n'était pas intéressée par leNorth Hills News Record. Neuf mois après l'achat du North Hills News Record de la Gannett Company, la Tribune-Review Publishing Company a annoncé que le journal serait fusionné avec le Pittsburgh Trib. Tribune-Review Publishing Company était le coup le plus fructueux après celui de la grève de la presse de Pittsburgh du début des années 1990,. À sa cession, le North Hills News Record avait une diffusion quotidienne de plus de 16 000 exemplaires, presque 1 000 de moins que sa diffusion avant que le Trib ne l'ait acheté. Au début de l'année 2000, le Trib annonça que le nom du titre North Hills News Record serait retiré après un peu plus de deux ans d'une fusion sous la bannière Tribune-Review/North Hills News Record. La diffusion du North Hills serait assurée par les sections locales de distribution du Trib.

### Fusions des années 2000 et consolidations
En 2000, le Trib a annoncé qu'il arrêterait de diffuser le Standard Observer, bi-hebdomadaire basé à Irwin. Évoquant « une économie affaissée », le Trib a licencié plus de quatre pour cent de sa main-d'œuvre en 2003, y compris les journalistes travaillant en indépendant. D'autres grands remaniements ont continué en 2005 comme la diminution de la diffusion de journaux et un dirigeant de haut niveau est parti. Une caricature a été mise en ligne représentant des salariés allant et venant entre Pittsburgh et Greensburg.
Edward Harrell, alors président de la Tribune-Review Publishing Company, annonça en janvier 2005 que la plupart des éditions régionales du journal auraient leur salle de rédaction, de gestion et leurs départements de distribution fusionnés et que des réductions de personnel suivraient. Les journaux fusionnés incluaient Tribune-Review de Greensburg, le Valley News Dispatch de Tarentum, The Leader-Timesde Kittanning, The Daily Courier de Connellsville and le Blairsville Dispatch. The Valley Independent, le seul journal avec une salle de rédaction syndiquée et un contrat, ne fut pas affecté.
La société a incorporé comme Trib Total Media durant l'été 2005 et a acheté des journaux de Gateway, un groupe de publication communautaire entretenant environ vingt-deux communautés, à l'époque dans et autour du comté d'Allegheny de Pittsburgh. Deux directeurs ont été immédiatement licenciés. Le nombre exact de licenciements économiques proposés n'a pas été annoncé. En septembre 2005, Harrell a annoncé sa retraite de président de La Tribune-Review Publishing Company, effective le 31 décembre 2005. Il était Président depuis 1989. Plusieurs journalistes titulaires ont été licenciés en décembre 2005 de même que deux des journaux de Gateway ont cessé de paraître.
En mai 2008, la Post-Gazette et le Trib ont conclu un accord pour qu'une seule société réalise deux journaux. La Post-Gazette commencerait par livrer le Trib dans la plupart des secteurs avec quelques exceptions. Les termes du contrat n'ont pas été divulgués. Le 20 juin 2008, Trib Total Media a publiquement annoncé qu'il fermait sept journaux hebdomadaires dans le groupe des journaux de Gateway. Les journaux affectés incluaient : Bridgeville Area News, North Journal, McKnight Journal, Woodland Progress, Penn Hills Progress, Coraopolis-Moon Record et l'Advance Leader. Beaucoup de ces journaux étaient vieux de plusieurs décennies. La société a également annoncé que la direction des publications de Gateway restantes du Pennysaver serait réorganisée dans les communautés qui ont des journaux de Gateway. Plusieurs rapports publiés déclarèrent que les journaux communautaires restants étendraient leur diffusion pour incorporer des secteurs plus spécifiquement desservis par des publications de Gateway. Les communautés servies par ces titres seraient maintenant servies par d'autres journaux de Passerelle.

## Enquêtes, attention nationale
Carl Prine, un reporter d'investigation pour le journal, a conduit une enquête avec le magazine d'actualités 60 Minutes de CBS qui a mis en évidence le manque de sécurité(dans les usines chimiques nationales les plus dangereuses après les attentats du 11 septembre 2001.
Les journalistes et un cadreur de CBS, ont été chargés de la violer la clôture d'une usine de Neville Island pendant leur enquête. Ils furent acquittés ultérieurement quand le juge accepta que le reportage était dans l'intérêt du public.
En 2007, la nouvelle enquête de Prine dont le sujet a été diffusée dans le cadre de la série documentaire PBS (Les Rapports d'Enquête l'Amérique, dans un reportage en deux parties intitulés "Penser Comme un Terroriste (Think Like A Terrorist)."
Un numéro de Tribune-Review a eu un retentissement national quand Colin McNickle, le rédacteur en chef de l'éditorial de la couverture du journal, a suivi, le 26 juillet 2004, au Siège de la législature du Massachusetts le discours prononcé par Teresa Heinz Kerry, qui avait été le sujet de deux articles négatifs dans les pages d'opinions du Tribune-Review. Après le discours, il y a eu un conflit entre McNickle et Kerry Heinz qui avait utilisé le terme d'« activité non-américaine. »

## Distribution
Les nombres de diffusions individuelles de chaque quotidien que le Trib possède ne sont pas disponibles puisque la politique de l'entreprise met sous le mandat chiffres des sept quotidiens associés. Comme d'habitude, la diffusion du Trib continue à voir ses numéros décliner comme c'est d'ailleurs la tendance nationale.
En 2007, le Trib a annoncé que la diffusion significative tire profit seulement à cause de la combinaison des numéros.
Une année plus tôt, la société rapportait une perte de diffusion de ses numéros combinés.
En 2005, un rapport du Bureau d'audit de la diffusion a déclaré que la Post-Gazette avait perdu 5 000 abonnés sur ses diffusions du lundi au vendredi, pendant que la Greensburg Tribune-Review et la Pittsburgh Tribune-Review perdaient 8 000 abonnés lundi pour vendredi, avec des pertes plus importantes le dimanche.
Bien que les récessions de distribution fassent partie d'une tendance nationale aux États-Unis, tant le Tribune-Review que la Post-Gazette perdirent plus de lecteurs à un niveau supérieur à la moyenne nationale de 1,6 % pour des quotidiens ayant plus de 100 000 abonnés.